# Pogonocherus mixtus
Pogonocherus mixtus là một loài bọ cánh cứng trong họ Cerambycidae.